# Sorkh Kand
Sorkh Kand (persiska: سرخ کند) är en ort i Iran.   Den ligger i provinsen Hamadan, i den nordvästra delen av landet, 300 km sydväst om huvudstaden Teheran. Sorkh Kand ligger 1 694 meter över havet och antalet invånare är 177.
Terrängen runt Sorkh Kand är varierad.Runt Sorkh Kand är det ganska tätbefolkat, med 72 invånare per kvadratkilometer. Närmaste större samhälle är Nahāvand, 12,6 km norr om Sorkh Kand. Trakten runt Sorkh Kand består till största delen av jordbruksmark.